# The Nation (Vereinigte Staaten)
The Nation ist eine progressiv-linksliberale Wochenzeitschrift in den Vereinigten Staaten.

## Geschichte
The Nation wurde im Jahr 1865 von Edwin Lawrence Godkin gegründet und ist die älteste Wochenzeitschrift der Vereinigten Staaten. Herausgeber ist The Nation Company, L.P., New York City, Irving Place 33.

## The Nationheute
The Nation unterhält Korrespondentenbüros in Budapest, London und Südafrika.
Die Zeitschrift arbeitet nicht kostendeckend, sondern wird durch eine Gruppe von etwa 30.000 Stiftern, den „Nation Associates“, unterstützt.
Herausgeber und Verlagsdirektor ist derzeit Victor Navasky, Chefredakteurin ist Katrina vanden Heuvel. Zu ihren Vorgängern gehörte der Journalist Carey McWilliams.
Privatpersonen mit Wohnsitz in Deutschland können das Online-Archiv der Zeitschrift im Rahmen der Nationallizenz nutzen.

## Autoren
Zu den Autoren von The Nation gehörten Albert Einstein, George Orwell, Martin Luther King, Franklin D. Roosevelt, Jean-Paul Sartre, John Dewey, T. S. Eliot und Henry Miller.

## Nation Books
Zu The Nation gehört ein Buchverlag, „Nation Books“.